# Бенедек, Элек
Элек Бенедек (Elek Benedek) (30.09.1859-17.08.1929) – венгерский журналист и писатель, собиратель и литературный обработчик венгерских народных сказок.
Родился в деревне Кишбацон, Трансильвания. Учился в г. Секейудвархей (Одорхею-Секуеск), и позже в Будапеште. 
Будучи студентом, вместе с Йовом Себеши (Jób Sebesi) начал собирать элементы фольклора: народные песни, баллады, сказки и предания. Результатом стал сборник «Трансильванские народные сказки», тепло встреченный литературными критиками. После этого Элек Бенетек свернул учёбу и стал работать в редакции газеты Budapest Hírlap. Позже работал в других газетах.
С 1887 по 1892 год депутат Венгерского парламента.
В 1889 году вместе с Лайошем Поза (Lajos Pósa) основал первый венгерский литературный журнал для молодёжи Az Én Újságom («Мой журнал»).
Редактор сборников «Трансильванские венгерские небылицы» (1885) и «Трансильванские венгерские истории» (1891). В 1894-1896 годах издал «Мир венгерских сказок и легенд» («Magyar mese- és mondavilág») в пяти томах.
Переводил на венгерский язык сказки братьев Гримм и «Тысяча и одной ночи». Автор поэм, драм, романов и книг по истории.
После присоединения Трансильвании к Румынии (1918) уехал в родную деревню Кишбацон (румынское название Bățanii Mici). Умер и похоронен там же.
Отец писателя и переводчика Марселя Бенедека (Marcell Benedek) (1885-1969).
Сборники сказок:
- Дерево-до-небес : Венг. нар. сказки : [Из кол. Э. Бенедека : Для сред. шк. возраста / Сост. Л. Денеш]; Пер. с венг. Е. Малыхиной; Рис. Р. Вольского. - Москва : Дет. лит., 1989. - 230,[1] с. : цв. ил.; 28 см.; ISBN 5-08-000376-6
- Дерево-до-небес : венгерские народные сказки : в сборник включены сказки из коллекции Элека Бенедека : [для среднего школьного возраста : 12+] / [ответственный редактор А. В. Трофимова] ; перевод с венгерского Е. Малыхиной ; рисунки Р. Вольского. - Москва : Детская литература, 2017. - 230, [1] с. : цв. ил.; 28 см. - (Сказки народов мира).; ISBN 978-5-08-005328-3
- Венгерские народные сказки. Элек Бенедек; Ужгород : «Карпати» ; 1977. 298 с . : ил .; 2 р . 23 к . 100.000 экз .